# Bursectomia
Bursectomia é o procedimento de remoção da bursa, uma pequena bolsa cheia de líquido sinovial localizada no encontro do osso com um músculo ou tendão. É utilizada, portanto, para aliviar uma possível infecção ou bursite.